# Escuela Militar de Idiomas
La Escuela Militar de Idiomas (EMID) es un centro docente de las Fuerzas Armadas españolas integrado en la Academia Central de la Defensa.

## Historia
Sucesora de la Escuela Conjunta de Idiomas de las Fuerzas Armadas y de las Escuelas Centrales de Idiomas de los Ejércitos (desde 2004), la Escuela Militar de Idiomas fue creada en el año 1994 en virtud de la Orden del Ministerio de Defensa 107/1994, de 28 de octubre, sobre acreditación de conocimientos y reconocimientos de aptitud en idiomas extranjeros del personal militar. Desde 2015 está integrada en la Academia Central de la Defensa.

## Funciones
Las funciones que posee la Escuela Militar de Idiomas son las siguientes:
1. La enseñanza a militares profesionales, junto a otros si así se determina, de lenguas extranjeras que tengan interés para las Fuerzas Armadas Españolas junto a la capacidad para coordinar y unificar criterios docentes relacionados con ella.
2. La evaluación del conocimiento de idiomas extranjeros en el seno de las Fuerzas Armadas.
3. La enseñanza y evaluación del español al personal militar extranjero.
4. Prestar asesoramiento a la Dirección General de Reclutamiento y Enseñanza Militar en materia de idiomas.
5. La investigación, propuesta de normalización y actualización de la metodología docente, medios didácticos y las ayudas que tengan relación con los idiomas.
6. La cooperación con otros centros o instituciones de enseñanza e investigación de idiomas, militares y civiles, dentro y fuera de España.
7. La promoción, normalización y supervisión la enseñanza a distancia de los idiomas en las Fuerzas Armadas Españolas.[2][3]

## Dependencia
La Escuela Militar de Idiomas depende directamente del General Director de la Academia Central de la Defensa.